# Symplocos bidana
Symplocos bidana är en tvåhjärtbladig växtart som beskrevs av Aranha. Symplocos bidana ingår i släktet Symplocos och familjen Symplocaceae. Inga underarter finns listade i Catalogue of Life.